# Lindisfarne Castle
Lindisfarne Castle er et borg fra 1500-tallet, der ligger på Holy Island, nær Berwick-upon-Tweed, Northumberland, England. Den blev kraftigt ombygget af Sir Edwin Lutyens i 1901. Øen er tilgængelig fra fastlandet ved ebbe.
Det er en listed building af første grad.
Lindisfarne Castle er blevet brugt i flere film. Hele Roman Polanskis film Cul-de-sac (1966) med Donald Pleasence, Lionel Stander og Françoise Dorléac blev indspillet i og omkring borgen.Polanski vendte senere tilbage og indspillede scener til hans film The Tragedy of Macbeth (1971), hvor den gjorde de ud for Glamis Castle. Brugen i Macbeth inspirerede producerne af tv-serien Cold Feet (1998–2003) til at bruge dens eksteriør i en episode af serien, mens indendørs scener blev filmet i Hoghton Tower i Lancashire. Lindisfarne Castle blev også brugt som erstatning for Mont-Saint-Michel i filmen The Scarlet Pimpernel (1982) med Anthony Andrews. 